# Papiro dei re
Il Papiro dei re è un documento risalente alla XIX dinastia egizia, probabilmente durante il regno di Ramses II (1290 a.C. – 1224 a.C.), redatto in ieratico, che riporta, oltre a una introduzione sui re divini e semidivini del periodo predinastico dell'Egitto, l'elenco dei sovrani dall'unificazione dell'Alto e Basso Egitto fino al momento della compilazione, insieme con il numero dei loro anni e, talvolta dei mesi e dei giorni, di regno.

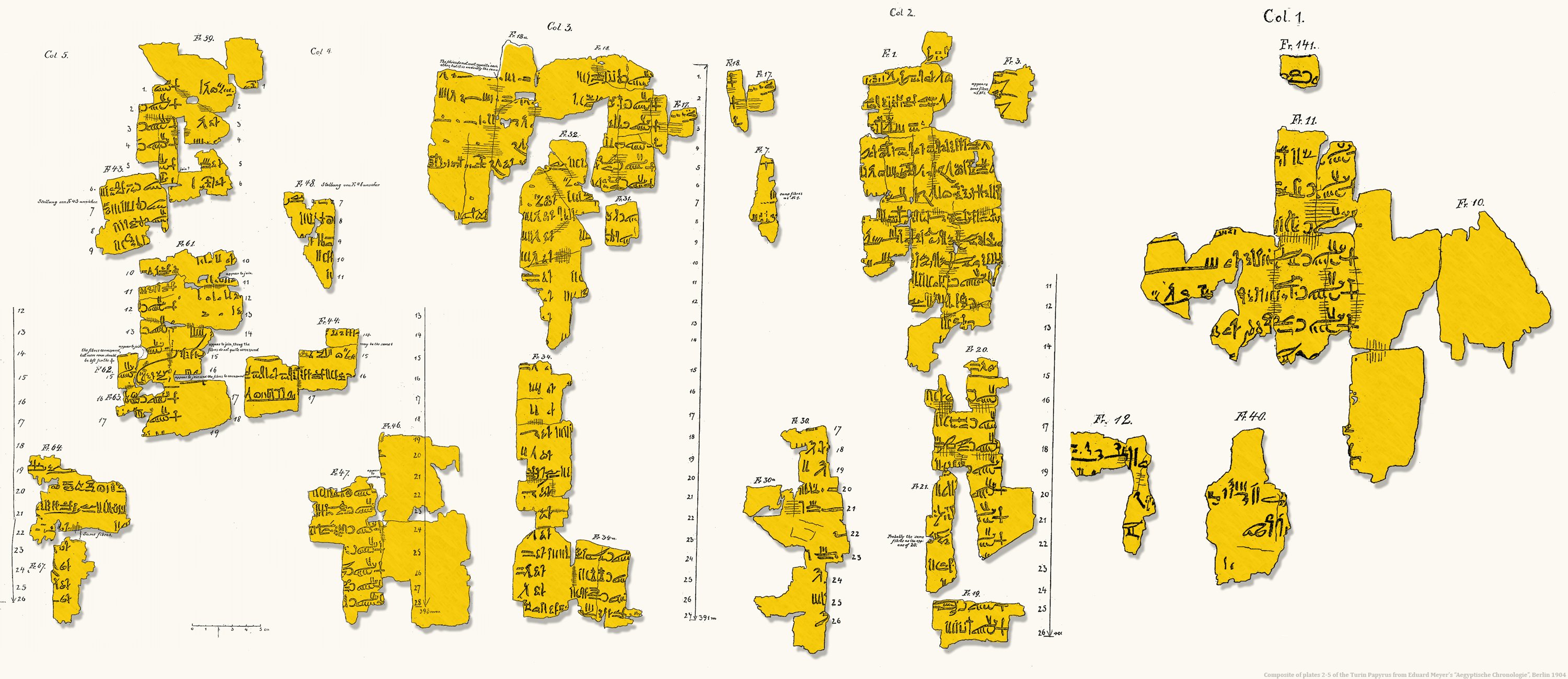
Frammenti del Papiro dei re

È conservato presso il Museo Egizio di Torino, dove è giunto come parte della Collezione Drovetti. Il papiro è quindi conosciuto anche come Canone di Torino, Lista reale di Torino e Papiro di Torino.
Il papiro torinese 1874 è l'unica lista reale vera e propria dell'antico Egitto antecedente all'età tolemaica (332-30 a.C.): rispetto agli accorpamenti cultuali dei sovrani defunti rinvenuti ad Abido e a Saqqara, liste che hanno in comune il fatto di includere solo un numero limitato di re estrapolati secondo principi non scritti, quella di Torino ha lo scopo di ricordare tutti i re dell'Egitto e la loro esatta lunghezza di regno, segnando un importante contrasto con gli altri elenchi conosciuti. 
Il documento è scritto con inchiostro nero e rosso in caratteri ieratici, sul verso di un registro delle tasse scartato, datato al regno di Ramses II. Rimane incerto quando sia stata redatta la lista reale stessa; presumibilmente durante il medesimo regno, ma potrebbe anche essere stato durante uno dei regni successivi, molto probabilmente quello del suo successore, il faraone Merenptah. 
Il papiro misurava circa 42 cm di altezza, che corrispondono al formato a grandezza naturale attestato durante il periodo ramesside, e circa 1,70 m di lunghezza, essendo in origine composto verosimilmente da quattro fogli di una quarantina di centimetri incollati assieme.

## Storia

Immagine del "Papiro dei Re"

Il papiro fu acquistato a Tebe intorno al 1820 da Bernardino Drovetti, tuttavia le esatte circostanze del ritrovamento e il suo contesto archeologico sono irrimediabilmente perduti, ma è probabile che possa essere stato rinvenuto in una tomba. Fu successivamente comprato dal governo piemontese tra la fine del 1823 e i primi del 1824.
Si suppone che, quando Drovetti lo acquistò, il documento fosse intatto, ma fu danneggiato involontariamente e inconsapevolmente durante il trasporto; difatti, quando giunse al museo, esso si trovava in frammenti all'interno di una cassa, mescolato a quelli di altri papiri. È molto probabile che una parte del papiro, rimasta bianca sulla superficie del registro delle tasse, fosse stata tagliata e utilizzata per altri fini, con il risultato che l'ultima colonna (o le ultime due) della lista reale è andata irrimediabilmente persa già in antico. 
Allo stato attuale di conservazione consiste di poco più di 300 frammenti.
Il manoscritto fu individuato e descritto per la prima volta da Jean-François Champollion nel 1824, che scrisse i risultati del suo studio nello stesso anno: quarantotto frammenti contenenti centoquarantadue tra cartigli e titoli reali, di questi ultimi venticinque interi, sessantasette incompleti. In una lettera indirizzata al fratello, diede al documento il nome di “canone reale”. 
Il papiro fu ricomposto nel 1826 da Gustavus Seyffarth, contemporaneo e antagonista di Champollion, il quale in tre mesi individuò circa trecento frammenti basandosi esclusivamente sullo studio della trama fibrosa vegetale, riuscendo a ottenere una distribuzione alquanto verosimile dei frammenti prescelti; parecchi poterono riconnettersi, cosicché si ridussero a centosessantaquattro. 
Dovette trascorrere più di un secolo dal ritrovamento prima che si pubblicasse integralmente il manoscritto, con il completo apparato iconografico e includendo anche il lato relativo al registro delle tasse: l'edizione fu prodotta nel 1938 da Giulio Farina coadiuvato dalla restauratrice Erminia Caudana; la loro ricomposizione è rimasta a oggi invariata.
L'unica edizione completa dopo quella di Farina fu pubblicata da Alan Gardiner nel 1959. Più limitata rispetto alla precedente, non vi si trovano né traduzioni né commentarii, eccetto brevi note relative alla trascrizione, che ricopre anche, per la prima volta, il registro delle tasse. È stata alterata la posizione di pochi frammenti, gli altri invece sono rimasti nella stessa collocazione dell'edizione precedente, sebbene Gardiner si sentisse scettico sulla loro disposizione.
L'autore infine ha segnalato l'esistenza di un numero di frammenti non inseriti nel restauro del Farina. 
Rimangono ancora alcuni piccoli frammenti, segnalati da Gardiner nella tavola IX della sua opera, per i quali non è stato ancora possibile trovare la corretta collocazione.

## Struttura del testo
La lista reale consiste oggi di undici colonne: originariamente doveva contenerne dodici o tredici, ma la parte finale è irrimediabilmente persa. È presumibile che l'elenco sia stato preceduto da una qualche forma di titolo, che meglio precisava la natura del suo contenuto, ma non è stato possibile identificare alcuna traccia di esso.
La lista stessa è suddivisa in tre parti che si riferiscono ad altrettante nature dei sovrani, secondo la terminologia mutuata da Manetone: divinità e semidei (tutta la prima colonna e gran parte della seconda), spiriti "trasfigurati" (ultima parte della seconda colonna e prime righe della terza) e umani (dalla terza all'undicesima colonna). Nell'attuale stato di conservazione l'elenco dei re umani si interrompe alla fine del Secondo periodo intermedio.
I sovrani divini e storici sono ricordati in maniera simile. Le loro formule di ingresso sono: "Re dell'Alto e Basso Egitto <Nome>. Egli agì nella regalità x anni, x mesi, x giorni". Nella sezione concernente il periodo arcaico, è aggiunta alla formula precedente l'età del sovrano al momento della morte: "Egli visse x anni".

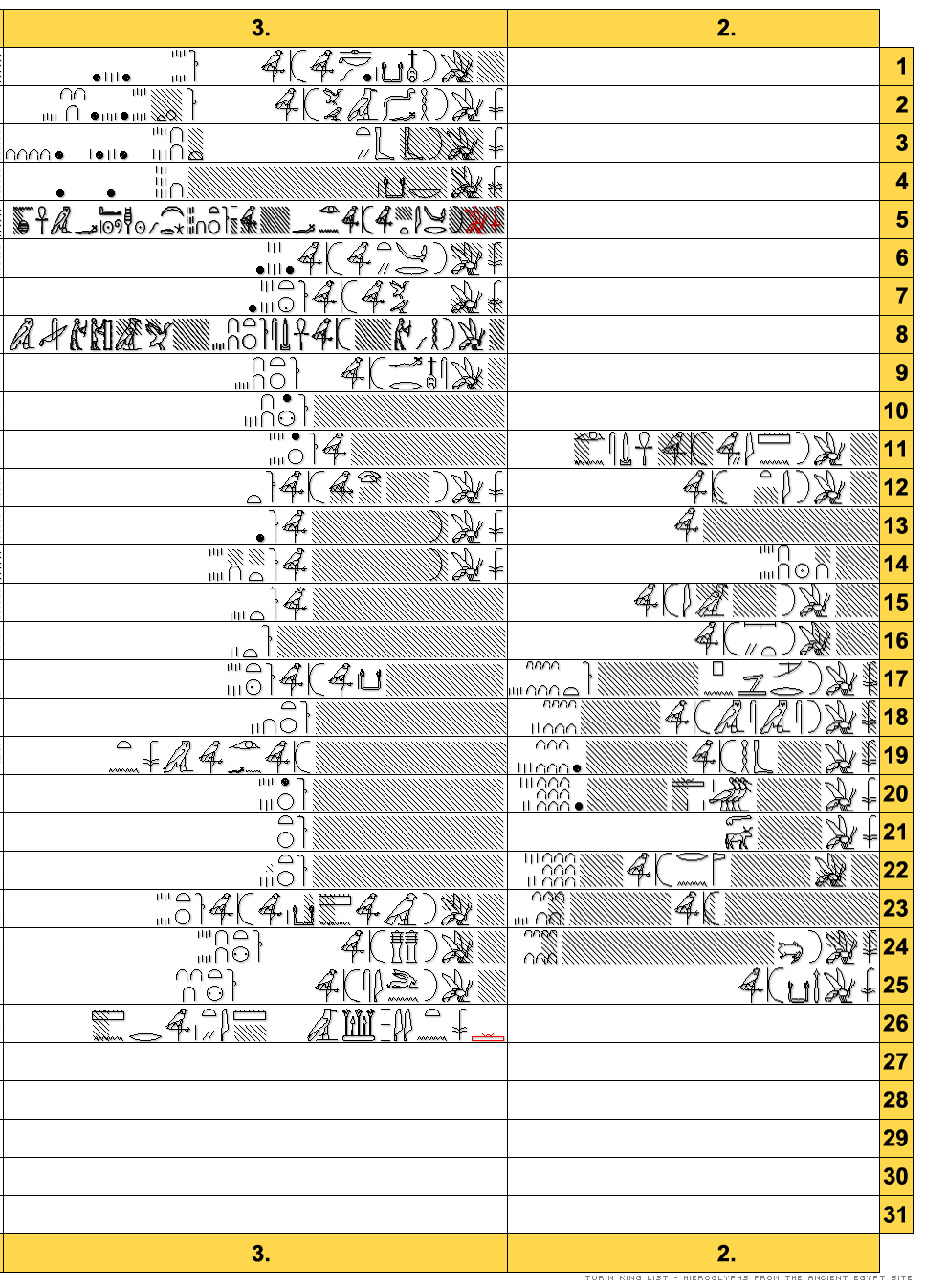
Colonne 2 e 3
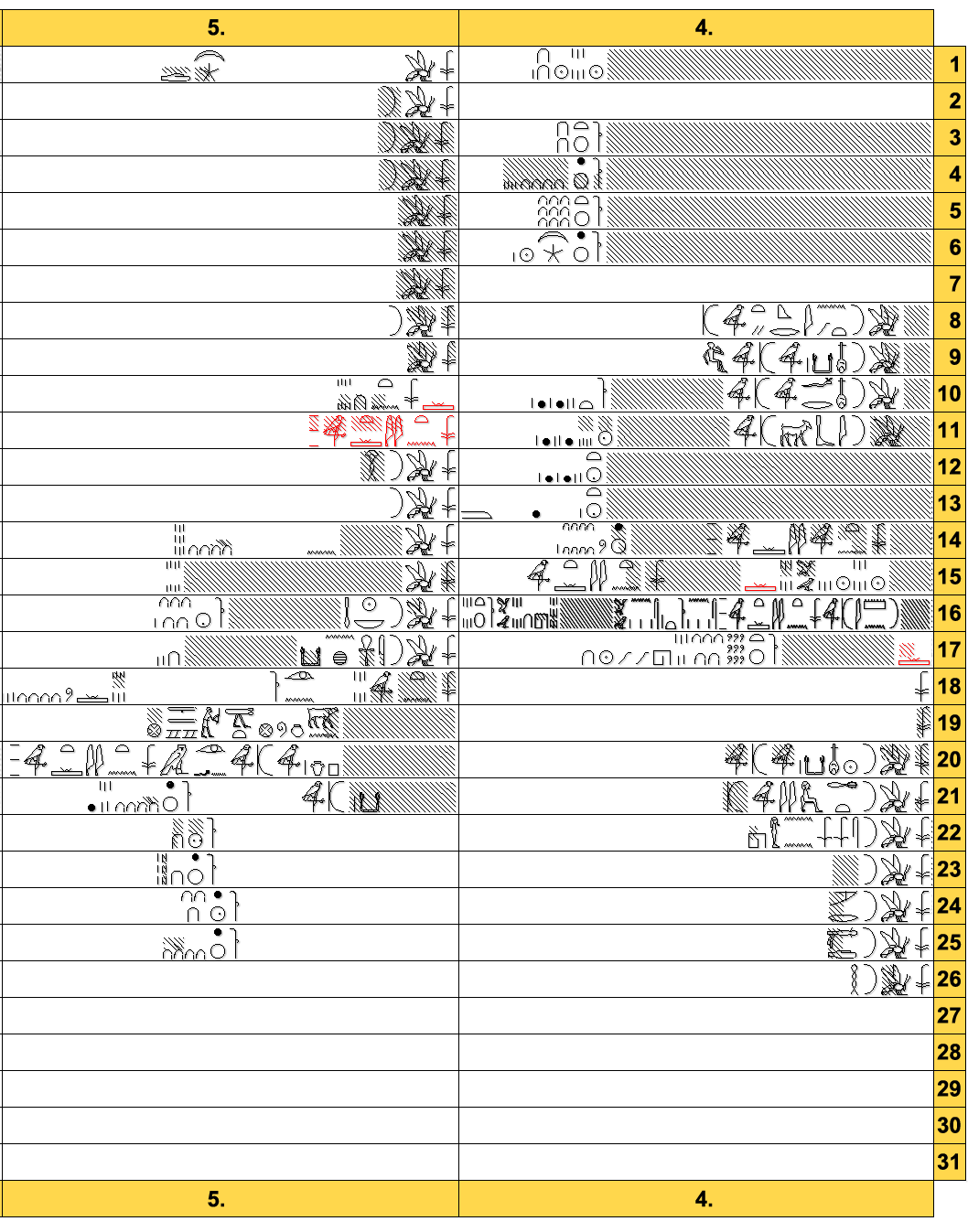
Colonne 4 e 5
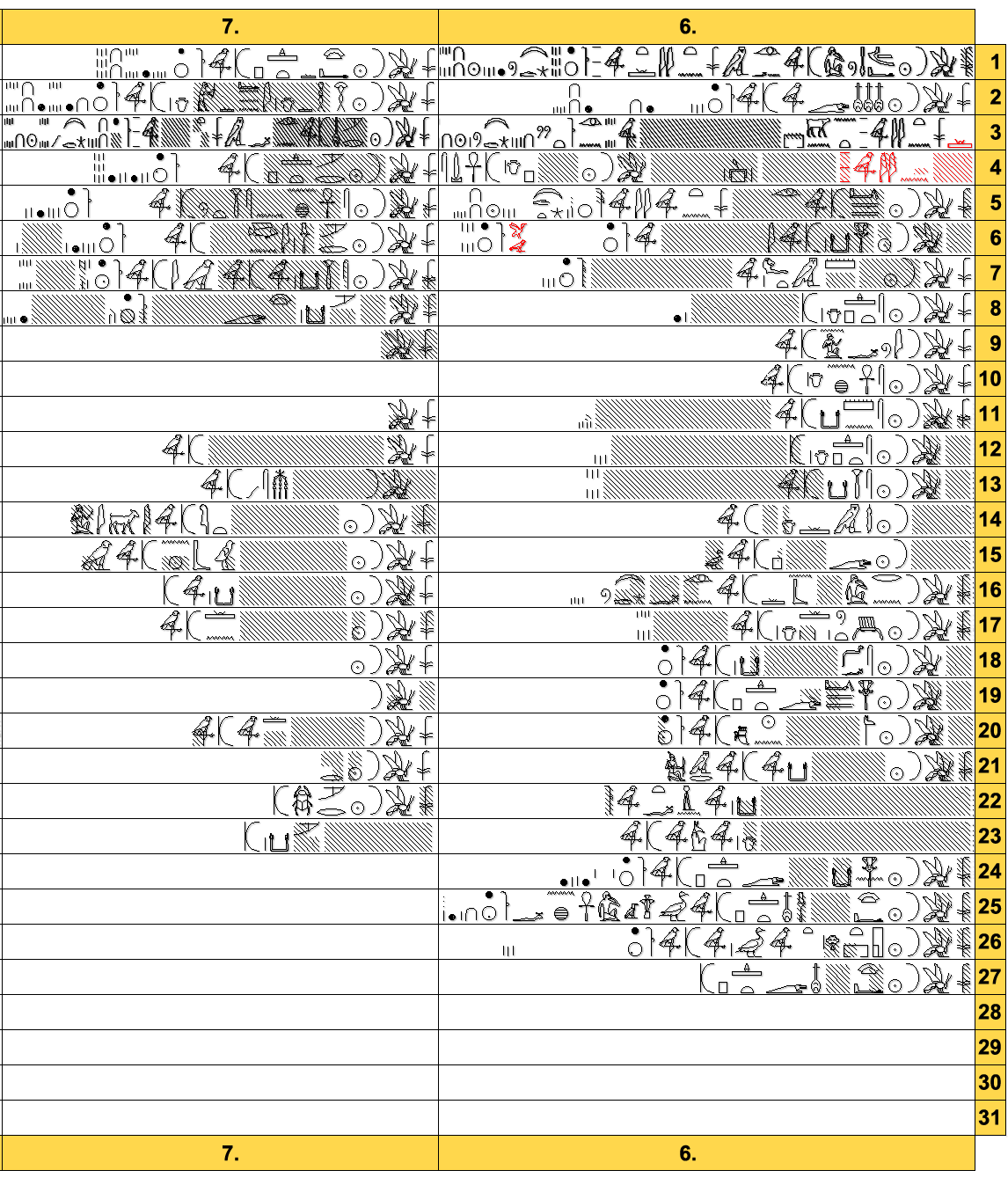
Colonne 6 e 7
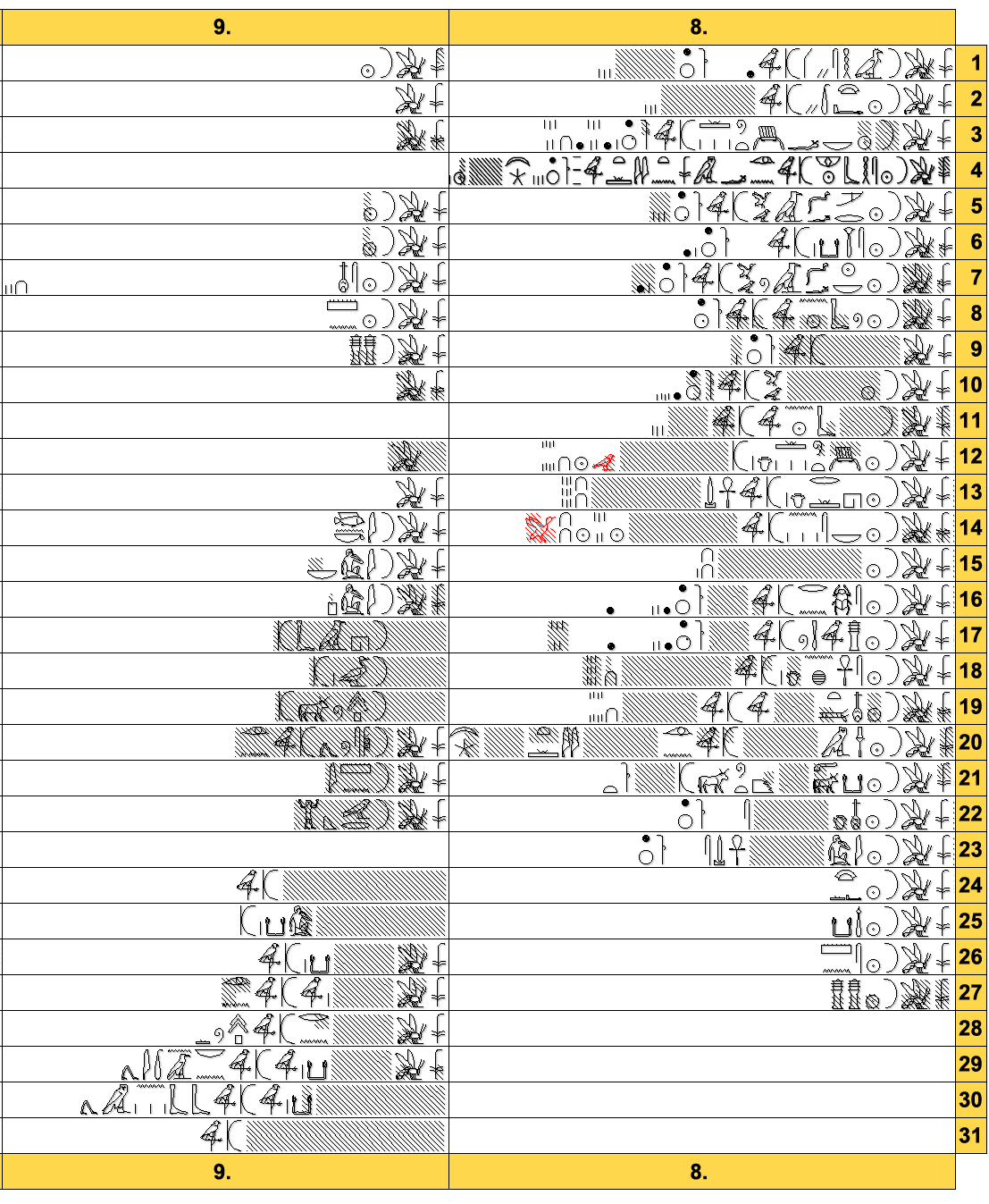
Colonne 8 e 9
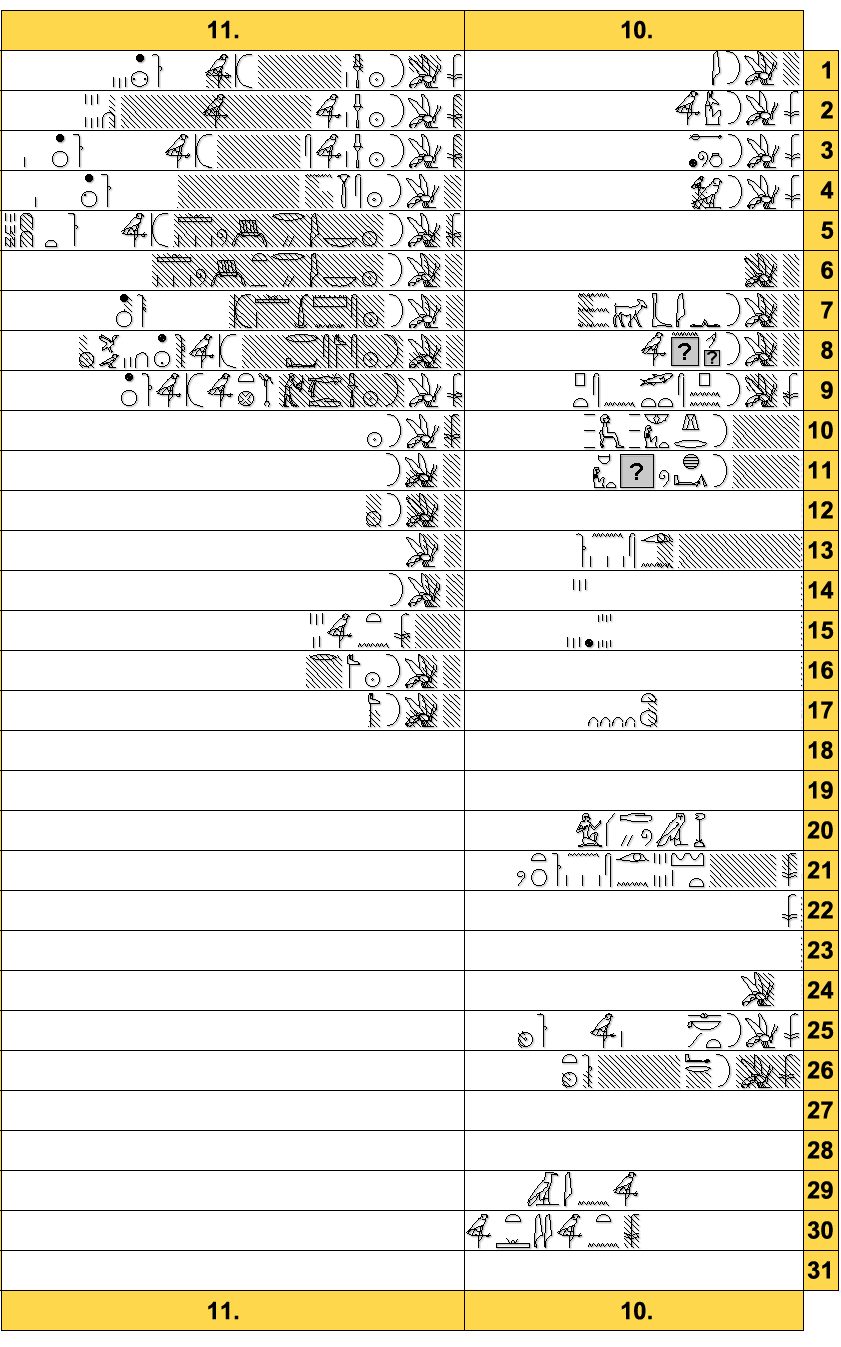
Colonne 10 e 11

## Suddivisione del testo
All'inizio il testo riporta un elenco di divinità e di re mitici.
1. 1.x - 1.21: Ptah e la grande enneade
2. 1.22 - 2.3: Horo e la piccola enneade
3. 2.4 - 2.8: gli spiriti
4. 2.9/10: re del mito
5. 2.11 - 3.26/27: dalla I alla V dinastia
6. 4.1 - 4.14/17: dalla VI alla VIII dinastia
7. 4.18 - 5.10: IX e XI dinastia
8. 5.11 - 5.18: XI dinastia
9. 5.19 - 6.3: XII dinastia
10. 6.4 - 10.12/13:XIII e XIV dinastia
11. 10.14 - 10.21: XV dinastia (Hyksos)
12. 10.22, 10.30 (?): un gruppo di re non identificati
13. 11.1 (?) - 11.15: probabilmente un gruppo di sovrani tebani contemporanei alla XVI dinastia Hyksos.

Sul verso sono documentati accertamenti fiscali riguardanti alcuni funzionari delle oasi libiche attivi all'epoca di Ramesse II; il testo di questo registro di tasse si sviluppa in sei colonne precedute da un margine bianco di ampiezza non precisabile.

## Problematiche
Il problema principale nel valutare l'accuratezza della lista reale di Torino è la mancanza di fonti indipendenti con cui confrontarla. Ci sono periodi in cui i re sono relativamente ben attestati e qualche progresso può essere fatto, tuttavia, non c'è un'indicazione chiara delle lunghezze di regno per gran parte dei sovrani conservati e un numero considerevole di essi non è affatto attestato. Ciò significa che potrebbero esserci molte informazioni inaccurate che non siamo in grado di individuare. 
È chiaro dalle notazioni delle lacune che il Papiro dei Re discende da un originale a sua volta lacunoso, evidentemente non la fonte diretta, ma un semplice documento nella catena di trasmissione. Ciò è mostrato dall'inserimento regolare della formula di regalità: se le lacune fossero state presenti nella fonte diretta, questo schema non sarebbe esistito. 
Infine il fattore più difficile da valutare è la validità della lunghezza dei regni, poiché le fonti dirette relative a essa sono eccessivamente limitate e l'errore, nel caso in cui ci fosse, potrebbe trovarsi ovunque: in ciascuno dei singoli regni menzionati o nel totale degli stessi. 
In altre parole è virtualmente impossibile individuarlo e correggerlo.

## Motivo di scrittura
L'obiettivo della lista reale era quello di comporre un'oggettiva e completa rassegna dei re egizi, integrata con l'esatta collocazione temporale a partire dalla creazione: idealmente si potrebbe usare il manoscritto per posizionare il regno di ciascun sovrano con precisione, calcolando quindi l'arco di tempo in relazione ad altri re o a eventi storici. 
La designazione “canone”, riferita al documento da Champollion e ribadita ufficialmente da Gardiner, è fuorviante: ciò implicherebbe che la lista fosse ufficiale e che i re siano stati scelti secondo principi arbitrari e non semplicemente per il fatto che avessero regnato. La lista non è ufficiale poiché non doveva essere pubblicamente celebrata, al contrario, includeva numerosi sovrani che erano caduti in disgrazia e ufficialmente soppressi (damnatio memoriae). 
Qui invece i faraoni sono stati inclusi semplicemente per il fatto di aver avuto formalmente la sovranità in Egitto: non esiste nessun discrimine dovuto all'etnicità, al genere, alla reputazione, alla lunghezza di regno o a qualsiasi altro criterio secondario, e non si può dimostrare una qualche omissione di nome.
Sono conosciute diverse altre liste, redatte per vari scopi, ma nessuna è obiettiva e nessuna segnala la lunghezza del regno dei re in questione. Esse hanno in comune una selezione di sovrani estrapolati per uno scopo celebrativo e non cronologico. 
La lista reale di Torino è pertanto unica in tutta l'età faraonica.